# Lisa Castel
Lisa Castel (nascuda en 1955 a Quela, província de Malanje) és una escriptora i periodista angolesa.
Segons Luís Kandjimbo pertany al grup d'escriptores contemporànies angoleses com Ana Paula Ribeiro Tavares, Amélia da Lomba i Ana de Santana, que es refereix a ella com a "Geração das Incertezas", escriptores que mostren típicament angoixa i malenconia en les seves obres, expressant decepció amb les condicions polítiques i socials del país.
Castel ha treballat al Jornal de Angola i a la revista Archote. És autora de la col·lecció de poesia Mukanda, publicada en 1988 per la União dos Escritores Angolanos.